# Alfa Microscopii
Alfa Microscopii (α Mic) – gwiazda w gwiazdozbiorze Mikroskopu. Jest odległa od Słońca o około 378 lat świetlnych.

## Charakterystyka
Jest to żółty olbrzym należący do typu widmowego G. Jego temperatura to około 4920 K, niższa niż temperatura fotosfery Słońca. Gwiazda jest 163 razy jaśniejsza od Słońca, ma 17,5 raza większy promień i trzykrotnie większą masę. Rozpoczęła życie na ciągu głównym około 420 milionów lat temu jako przedstawicielka typu widmowego B8 i w ciągu ostatnich 70 milionów lat stała się olbrzymem, w którego jądrze trwa synteza helu w węgiel i tlen.
W odległości 20,2 sekundy kątowej (pomiar z 2010 r.) od Alfa Microscopii znajduje się jej optyczny towarzysz, gwiazda o obserwowanej wielkości gwiazdowej 10,09m. Jej ruch względem olbrzyma dowodzi jednak, że nie są one związane grawitacyjnie.